# Каменев, Анатолий Серафимович
Анатолий Серафимович Каменев — советский футболист, нападающий.
Воспитанник куйбышевского футбола.
Выступал за команды «Строитель» (Уфа), куйбышевские «Металлург» и «Крылья Советов» (в том числе в высшей лиге), Трактор (Волгоград).
В 1962 году принял предложение вернуться в Куйбышев, в новую команду «Металлург», в которой он забил первый гол в истории клуба.
После окончания карьеры работал тренером в команде «Салют» (Куйбышев).

## Семья
- Каменев, Владимир Серафимович — старший брат